# Zrubanți, Novoarhanhelsk
Zrubanți (în ucraineană Зрубанці) este un sat în comuna Iatran din raionul Novoarhanhelsk, regiunea Kirovohrad, Ucraina.